# Low-Entry-Bus

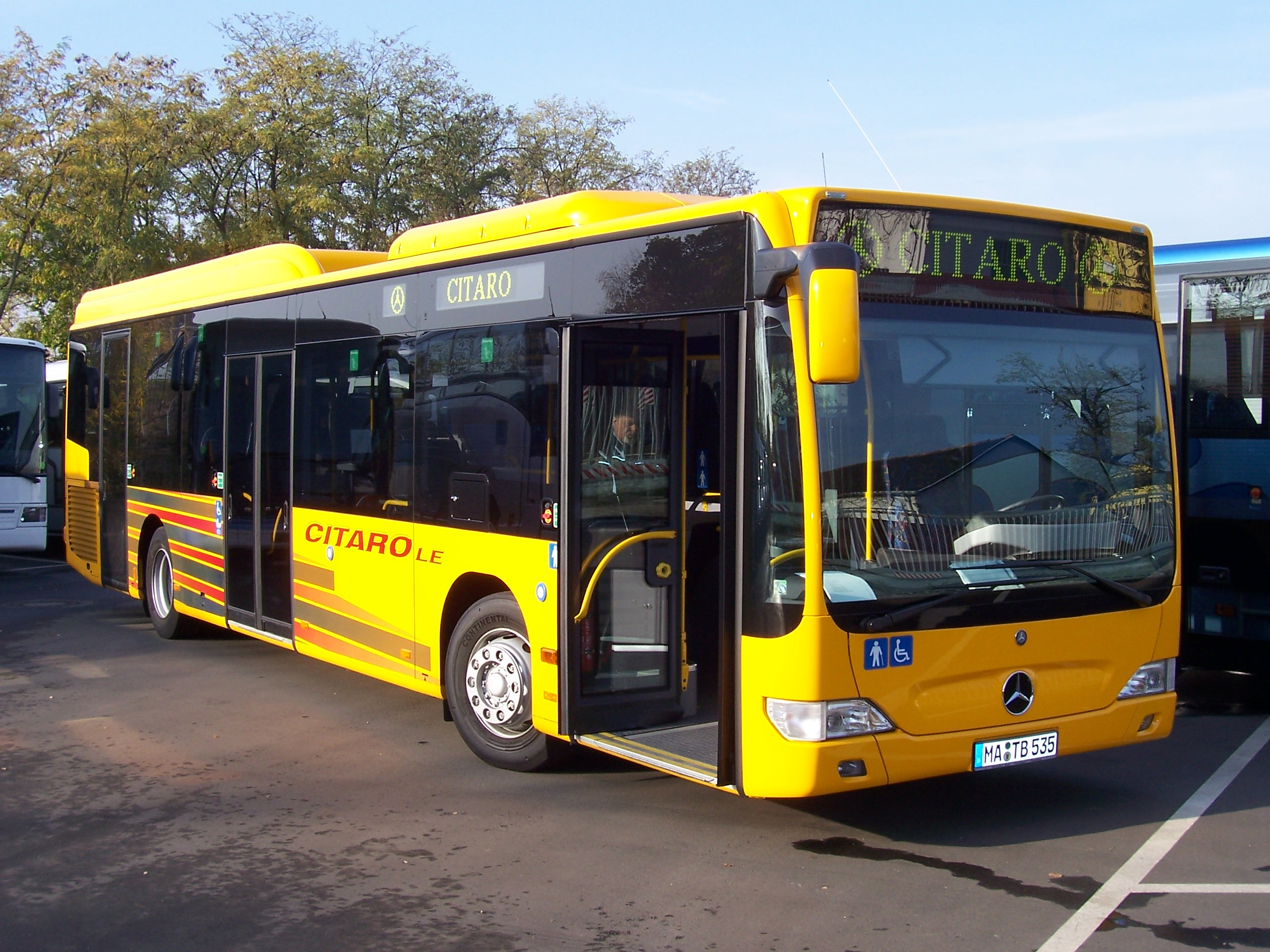
Dreitüriger Mercedes-Benz Citaro LE

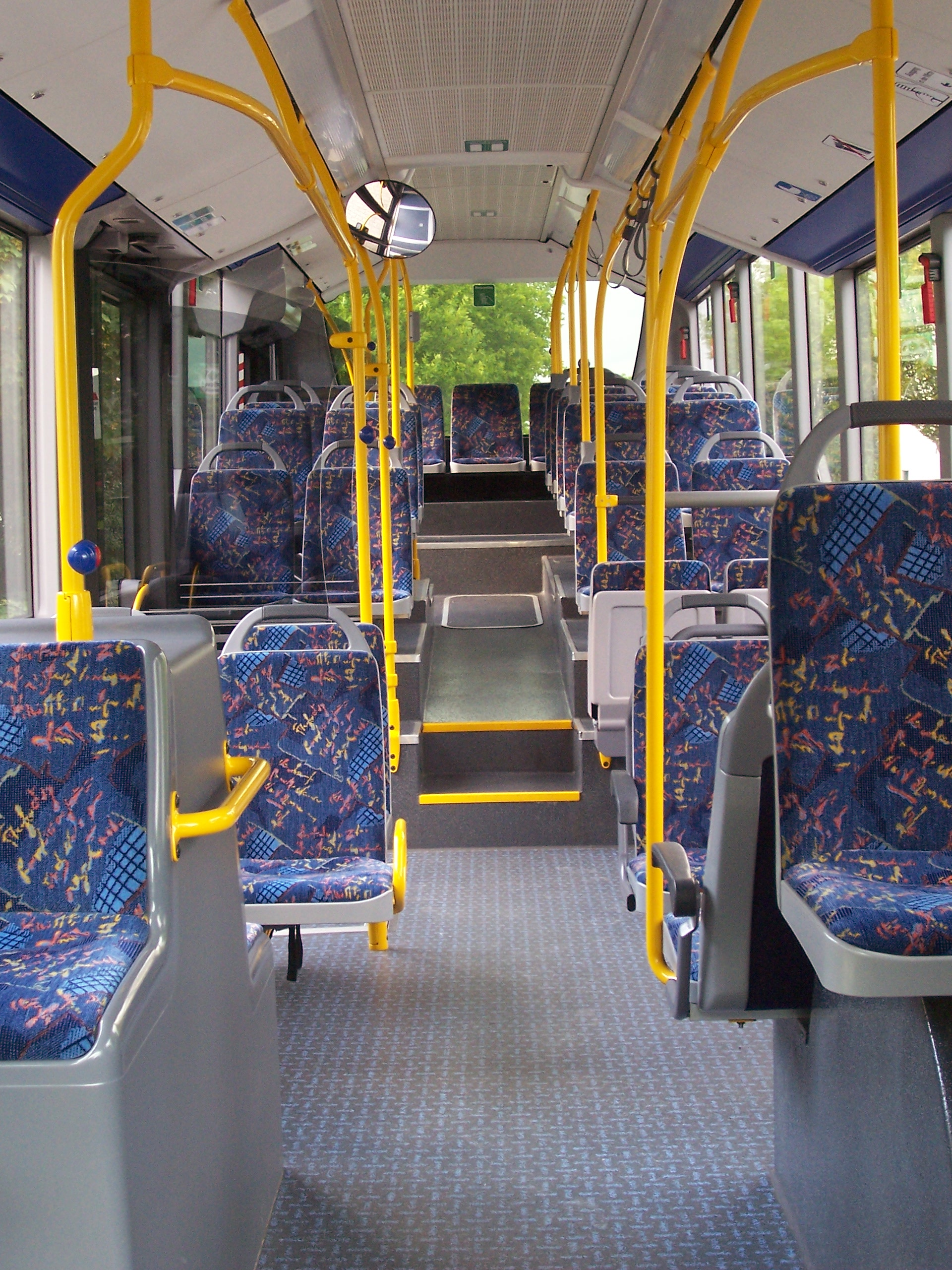
Innenraum des Citaro LE mit Stufen vor der Hinterachse

Als Low-Entry-Bus (englisch low entry [ləʊ 'entrɪ], deutsch ‚niedriger Eingang‘) auch LE-Bus, wird in der Niederflurtechnik ein Konzept bezeichnet, bei dem ein Omnibus über stufenlose Einstiege und einen teilweise niederflurigen Bereich im Innenraum, meist zwischen der Vorder- und Mitteltür verfügt, der Heckbereich des Fahrgastraums jedoch hochflurig liegt und nur über Stufen im Mittelgang zu erreichen ist.

## Idee des LE-Konzeptes
Der Gedanke ist, dass nicht alle Fahrgäste auf barrierefreie Fahrzeuge angewiesen sind, sondern nur ein recht geringer Anteil an bewegungseingeschränkten Menschen, denen man niederflurige Bereiche im sonst hochflurigen Fahrzeug anbieten kann. Alle anderen können problemlos hochflurige Wagenteile und Treppen nutzen. Ein LE-Bus stellt daher einen guten Kompromiss zwischen den Anforderungen an die Barrierefreiheit dar, die bei Ausschreibungen für Nahverkehrsleistungen zunehmend gefordert wird, sowie die Vorteile der einfacheren Fertigung und Wartung. Laut der EU-Richtlinie 2001/85/EG gilt ein LE-Bus als Niederflurfahrzeug und kann die Ausschreibungskriterien von Verkehrsleistungen, in denen Niederflurfahrzeuge gefordert werden, entsprechend erfüllen.

### Vorteile
LE-Busse sind in der Produktion und Beschaffung etwa zehn Prozent günstiger als typengleiche Niederflurbusse mit durchgehend stufenlosem Mittelgang, da auf Antriebsteile aus der Hochflur- oder LKW-Serienfertigung zurückgegriffen werden kann und keine teuren Sonderkonstruktionen wie beispielsweise Winkelgetriebe oder invertierte (umgekehrte) Portalachsen für Niederflurfahrzeuge erforderlich sind. Ferner sind die Fahrzeuge wartungsfreundlicher, da den Antriebskomponenten mehr Platz im Motorraum zur Verfügung steht, während im Niederflurbus Unterflurmotor und Nebenaggregate durch den dortigen Platzmangel komplizierter angeordnet werden müssen und für die Wartung somit auch schlechter zugänglich sind.
In Niederflurbussen sind viele Komponenten aus Platzmangel im Motorraum oft an anderer Stelle im Fahrzeug untergebracht, wie in Kästen unter den Fahrgastsitzen oder in Dachkanälen, was Wartungsarbeiten teilweise erschwert. Die einseitige Belastung von Reifen und Bremsen entfällt beim LE-Bus ebenfalls, da der Motor meist mittig im Heck steht; die Motorlage wirkt sich damit auch günstiger auf das Fahrverhalten aus. Es kann ferner ein herkömmlicher Motor aus der LKW-/Industriefertigung verwendet werden, der keine am Block anliegende Ölwanne für den Liegendeinbau benötigt, auch vermindert der größere Platz im Motorraum die Stauwärme. Im hinteren, hochflurigen Teil können mehr Sitzplätze untergebracht werden, da aufgrund der dort fehlenden Radkästen alle Sitze in Fahrtrichtung montiert werden können, was eine erhöhte Bestuhlungsdichte ermöglicht.

### Nachteile
Ein Nachteil des LE-Busses ist, dass dieser recht hoch gebaut werden muss, damit auch im Hochflurbereich ausreichende Stehhöhe vorhanden ist. Dies stellt insbesondere höhere Anforderungen an die Steifigkeit der Karosserie, da trotz der größeren Fahrzeughöhe die Bodengruppe im vorderen Niederflurteil ohne die übliche Rahmenverstärkung auskommen muss. Die LE-Modelle von Mercedes-Benz oder Van Hool haben ein nur im Heckbereich erhöhtes Fahrzeugdach, womit auch dort ausreichende Stehhöhe gewährleistet ist, während der vordere Wagenteil annähernd baugleich mit den Vollniederflurmodellen ist. MAN, Setra und Solaris beispielsweise haben darauf verzichtet, wenn auch das LE-Modell des MAN Lion’s City gegenüber der Niederflurversion höher ist (erkennbar an dem deutlich höheren, schwarz verblendeten Wischerträger in der Frontscheibe). Dadurch fehlt diesem Bus auf den hinteren Sitzplätzen, bedingt durch die dort verlaufenden Dachkanäle und den Zielschildkasten, auf der letzten Bank die nötige Kopffreiheit.
Ein weiterer Nachteil im Überlandverkehr ist die erschwerte Gepäckmitnahmemöglichkeit. Aufgrund der geringeren Stehhöhe im hinteren Bereich können dort keine oder nur sehr kleinvolumige Gepäckablagen angebracht werden. Gegenüber einem Kombibus fehlen andererseits Unterflur-Kofferräume.
Der Nachteil, dass beim LE-Bus nicht alle Sitzplätze niederflurig liegen, wird relativiert, da in einem Vollniederflurbus die hinteren, sowie die auf den Radkästen liegenden Sitze teilweise auch auf sehr hohen Podesten angeordnet sind und auch hier Stufen überwunden werden müssen. Bei diesen Sitzen handelt es sich um die insbesondere für gehbehinderte Fahrgäste wichtigen türnahen Plätze. Ferner ist in einem Voll-Niederflurbus mit Unterflur-Motorlage der Mittelgang im Heck stark angewinkelt und der Fußraum durch ungünstig liegende Stufen und Podestaufsätze unterbrochen. Auch ist der Mittelgang im Heck relativ schmal.
Der Umstand eines hohen Fahrgastbodens kann auch als Vorteil gesehen werden, da der Fußraum eines LE-Busses im Heck geordneter und glattflächiger ist, weil keine Aggregate mit in den Fußraum ragenden Kästen überbaut werden müssen und somit große Stufenabstände zwischen Mittelgang und Sitzpodest vermieden werden können. Neben den LE-Bussen setzten sich bei Verbrennungsmotoren zuletzt nun auch vermehrt Voll-Niederflurbusse mit seitlich angeordnetem Turmmotor durch, die über einen durchgehend ebenen Wagenboden verfügen und so ebenfalls keine hohen – möglicherweise auch riskanten – Stufenkonstruktionen im Fahrgastraum mehr benötigen.
Ferner haben LE-Busse einen schlechteren Fahrgastfluss als reine Niederflurbusse. Dies ist sowohl durch den Umstand der Treppen, als auch die meist recht weit vorne liegende Mitteltür bedingt. Zwar bieten einige Hersteller, unter anderem Mercedes-Benz und Solaris, eine optionale dritte Tür an, diese ist jedoch meist eine kostspielige Sonderbauart. LE-Busse sind somit für den Stadtverkehr mit seinen kurzen Wegstrecken nur bedingt geeignet.

## Entwicklung und Geschichte
Der Omnibushersteller Auwärter-Neoplan hat bereits 1976 mit dem N 814 einen modernen Niederflurbus vorgestellt, der über stufenlose Einstiege, aber zwei Stufen vor der Hinterachse verfügte. Von diesem Fahrzeugtyp existierten jedoch nur wenige Exemplare, der Durchbruch in der Niederflurtechnik sollte erst gute 20 Jahre später erfolgen, wobei die Low-Entry-Busse (nach heutigem Verständnis) nochmal weitere 10 Jahre zur Marktreife brauchten.
Die Kässbohrer Fahrzeugwerke stellten 1991 mit dem Setra S 215 NR einen Serien-Überlandniederflurbus vor, der über einen konventionellen, hochflurigen Heckbereich verfügte und somit auch als LE-Bus bezeichnet werden kann. Zumindest bei den Regionalbusgesellschaften der DB kam dieses Modell vermehrt zum Einsatz.
In Schweden setzte sich dieses Low-Entry-Konzept schon etwa Mitte der 1990er Jahre flächendeckend durch. Neben dem 1992 vorgestellten Scania CN 113 CLL MaxCi bot auch Volvo mit Aufbauten von Säffle oder Carrus entsprechende Omnibusse, teilweise auch als Gelenkvariante an. Für den deutschen Markt bot der schwedische Nutzfahrzeughersteller Scania 1994 unter der Bezeichnung „FlexCi“ ein Busfahrgestell für Stadtlinienbusse an, der Aufbau erfolgte von Neoplan (N 4015), das ebenfalls mit einem Hochflurteil im Heck dem LE-Konzept entsprach. Während der Setra S 215 NR – wenn auch in vergleichsweise mäßiger Stückzahl – von den Regionalbusgesellschaften der Bahn und einigen Privatunternehmen geordert wurde, blieb der N 4015 auf dem Scania-Fahrgestell im deutschsprachigen Raum eine Randerscheinung.
Alle diese seinerzeitigen Entwicklungen wurden bis dahin noch trotz hochfluriger Bereiche als Niederflurfahrzeuge vermarktet, obwohl sie streng genommen, bzw. aus heutiger Sicht LE-Fahrzeuge waren. Die erste Generation hiesiger Niederflurbusse wies zum Fahrzeugheck hin auch noch einzelne Stufen im Mittelgang auf, wie z. B. der Mercedes-Benz O 405 N mit anfangs noch unmittelbar vor der Hinterachse liegender Mitteltür. Auch die ersten Niederflur-Gelenkbusse oder Solo-Fahrzeuge mit dritter Tür hatten in den Heckeinstiegen Stufen, so dass eine vollkommene Barrierefreiheit hier auch nicht gegeben war.

## Abgrenzung zwischen Niederflur- und LE-Bus
Erst nachdem die beiden großen deutschen Hersteller Evobus und MAN weg vom optisch einheitlichen Standard-Linienbus Ende der 1990er-Jahre eigene Entwicklungen wie die Citaro- oder Lions-City-Reihe vorstellten, die z. B. auch in Hecktür- oder Gelenkvariante mit durchgehend stufenlosem Mittelgang auskamen (nachdem auch Niederflur-Gelenke verfügbar waren), erhöhten sich auch die Anforderungen an die Konstrukteure, sämtliche Antriebskomponenten noch platzsparender als ohnehin schon im Fahrzeugboden unterbringen zu müssen. Dies führte zu recht aufwendigen und teuren Entwicklungen für verhältnismäßig geringe Stückzahlen, wie z. B. bei den Portal-Antriebsachsen. Gleichzeitig gerieten die Verkehrsunternehmen durch neue europäische Vergabeverfahren ihrer Aufträge unter hohen Kostendruck. Sinkende, öffentliche Zuschüsse, die seinerzeit an den Kauf reiner Niederflurfahrzeuge gebunden waren, taten ihr übriges.
So machten die deutschen Omnibushersteller wenige Jahre später quasi „die Rolle rückwärts“ und boten alternativ zum Vollniederflurbus dazu eine typgleiche LE-Variante an: EvoBus (mit den Marken Mercedes-Benz und Setra) als auch MAN Nutzfahrzeuge nahmen entsprechende Fahrzeuge wie den Mercedes Citaro LE oder den MAN Lion’s City T/TÜ (heute LE) ins Programm auf.
Die wirtschaftlichen Zwänge der meist öffentlichen Verkehrsunternehmen (oder Aufgabenträger) führten dann auch dazu, dass diese LE-Modelle hierzulande auch genügend Abnehmer fanden. Der größere Anteil entfällt dabei auf den Regionalverkehr, wobei es auch vereinzelte Low-Entry-Fahrzeuge im Stadtlinienverkehr gibt (z. B. ESWE Verkehr Wiesbaden, LVG Lübeck-Travemünde). Aus Gründen des schnelleren Fahrgastwechsels bevorzugt man im Stadtverkehr doch eher die reine Niederflurvariante. Ebenfalls weit verbreitet ist inzwischen der Iveco Crossway LE, der in hohen Stückzahlen bei den Regionalbusgesellschaften der Deutschen Bahn läuft.
Heute definiert der Verband Deutscher Verkehrsunternehmen Niederflurbusse, bzw. Niederflurtechnik als „einen ebenen, stufenlosen Fußbodenverlauf von der Vordertür bis in der Regel hinter die Mitteltür, die Möglichkeit der Fahrzeugabsenkung („Kneeling“) sowie durch eine zusätzliche Einstiegshilfe (z. B. in Form manueller Klapprampen oder Hublifte).“ Während Fahrzeug-gebundene Einstiegshilfen wie Rampen oder Absenkung meist auch in LE-Fahrzeugen vorhanden sind, unterscheiden sich LE- und „Voll-“Niederflurbus demnach durch den niederflurigen Anteil ihrer Stehfläche bzw. stufenlosen Boden im Fahrzeugheck.
Der EU-Richtlinie 2001/85/EG nach gilt bereits ein Fahrzeug, bei dem „mindestens 35 % der für Fahrgäste verfügbaren Stehplatzfläche (bzw. des vorderen Teilfahrzeugs bei Gelenkfahrzeugen bzw. der unteren Fahrgastebene bei Doppeldeckfahrzeugen) eine stufenlose Fläche bilden und Zugang zu mindestens einer Betriebstür bieten“ als Niederflurfahrzeug. Demnach fallen auch LE-Busse unter diese Norm und werden wie (Voll-)Niederflurbusse behandelt.

## „Low-Entry“ als „Low-Budget“
Neben der technisch vereinfachten Bauweise bieten einige Hersteller ihre LE-Modelle auch mit vereinfachten Ausstattungsmerkmalen als „Low-Budget-Variante“ gegenüber dem Basismodell an. Zumeist werden diese Fahrzeuge seit jeher auch in Niedriglohnländern gefertigt, wobei inzwischen auch ein Großteil der „Premium-Busse“ in Osteuropa und der Türkei endmontiert wird.
In vielen LE-Modellen wird auf unnötigen Zierrat verzichtet; anstelle der teuren, verkleideten Integral-Außenspiegel, werden beispielsweise in der Basis-Ausführung einfache, unverkleidete Spiegelarme aus Rundrohr verwendet. Anstelle von dekorierten Glastrennwänden im Fahrgastraum sind einfache Abtrennungen aus Sperrholz verbaut, zum Teil recht rustikal und altbacken wirkend. Der um die 2000er-Baujahre weit verbreitete, einheitliche VDV-Fahrerarbeitsplatz von Conti Automotive war im Bezug vergleichsweise teuer, so dass diese Hersteller für ihre LE-Modelle zumindest anfangs ausschließlich eigene Lösungen anboten. So hatten Iveco/Irisbus im „Crossway LE“ und MAN anfangs im „Lions City T“ abgewandelte Cockpits aus ihren LKW-/Reisebusmodellen; beim späteren „Lions City LE“ wurde es durch das MAN-eigene, ovale Linienbuscockpit, die sogenannte „Pille“ ersetzt, die auch beim Vollniederflur-Modell optional zum VDV-Arbeitsplatz erhältlich ist. Das Cockpit des Setra Business-LE stammt aus der 400er-Multiclass-Reihe.

## Sonderformen

### Gelenkbusse
Vereinzelt wurden auch von einigen Herstellern Gelenkbusse in LE-Ausführung geliefert. Beispielsweise bot Solaris Bus & Coach den Urbino 18 mit CNG-Antrieb in einer LE-Variante an.

### Oberleitungsbusse
Bei Oberleitungsbussen sind Low-Entry-Konstruktionen hingegen weitgehend unbekannt, da die gesamte elektrische Ausrüstung gegenüber einer mechanischen Kraftübertragung platzsparender und auch unabhängig von notwendigen, mechanischen Übertragungswegen wie Gelenkwellenführungen im Fahrzeug relativ frei platziert werden kann. Zu den wenigen Ausnahmen eines solchen LE-Oberleitungsbusses gehört der tschechische Typ SOR TN 12, der wiederum auf dem Low-Entry-Dieselbus SOR BN 12 basiert, sowie der Solinger TS 1.

## Wissenswertes
Der Begriff „Low Entry“ ist sicher auch ein anglizistischer Modebegriff der letzten Jahre, dabei ist das Prinzip der im wörtlichen Sinn niedrigen Einstiege nicht neu. Doppelstockbusse in selbsttragender Bauweise sind seit jeher auch in gewisser Weise Low-Entry-Busse, da das Unterdeck aufgrund der begrenzten Fahrzeughöhe (in Deutschland 4,00 Meter ohne Ausnahmegenehmigung) keine größeren Stufen zulässt, auch wenn unter dem Begriff „Low-Entry“ Barrierefreiheit, d. h. ebenerdiger Zugang für Kinderwagen und Rollstuhlfahrer verstanden wird, den diese Busse nicht automatisch bieten.
Aber auch bei Eindeckerbussen gab es recht früh Entwicklungen mit fahrgastfreundlichen Einstiegen. Der gemeinsam von Otto Kässbohrer und dem Oldenburger Busbauer Theodor Pekol in den 1950er Jahren entwickelte Omnibus SP 110 (SP für Setra-Pekol) hatte für damalige Verhältnisse eine extrem niedrige Bodenhöhe von nur 50 Zentimetern bei nur einer Stufe, da dieser Bus im Gegensatz zu den sonst üblichen Mittelmotor-Bussen erstmals einen liegenden Heckmotor besaß. Häufig hatten die damaligen Mittelmotor-Busse trotz des recht hohen Wagenbodens von etwa 90 Zentimetern aber einen stufenarmen oder sogar stufenlosen Heckeinstieg, der als Stellfläche für Kinderwagen genutzt werden konnte. Über eine oder zwei Stufen gelangte man von dieser Stehfläche in den Mittelgang zu den Sitzplätzen.
Angewendet wird dieses LE-Konzept in der Niederflurtechnik über Omnibusse hinaus auch beim Bau von Straßenbahn-Fahrzeugen, da früher die Antriebsdrehgestelle entsprechenden Platz benötigten und im Innenraum daher mit Stufen überbaut werden mussten. Durch die heutige Verwendungsmöglichkeit von Einzelradfahrwerken oder tief gekröpften Portaldrehgestellen besteht diese Notwendigkeit nicht mehr. Ältere Hochbodenfahrzeuge wurden nachträglich oft mit einem Niederflur-Mittelteil versehen, so dass auch hier pro Straßenbahntriebwagen wenigstens ein niederfluriger Einstieg zur Verfügung steht. Bei Kommunal- oder Flugfeld-Lkw mit Niedrigfahrerhäusern wie dem Mercedes-Benz Econic spricht man inzwischen auch von Low-Entry-Kabinen.

## Galerie

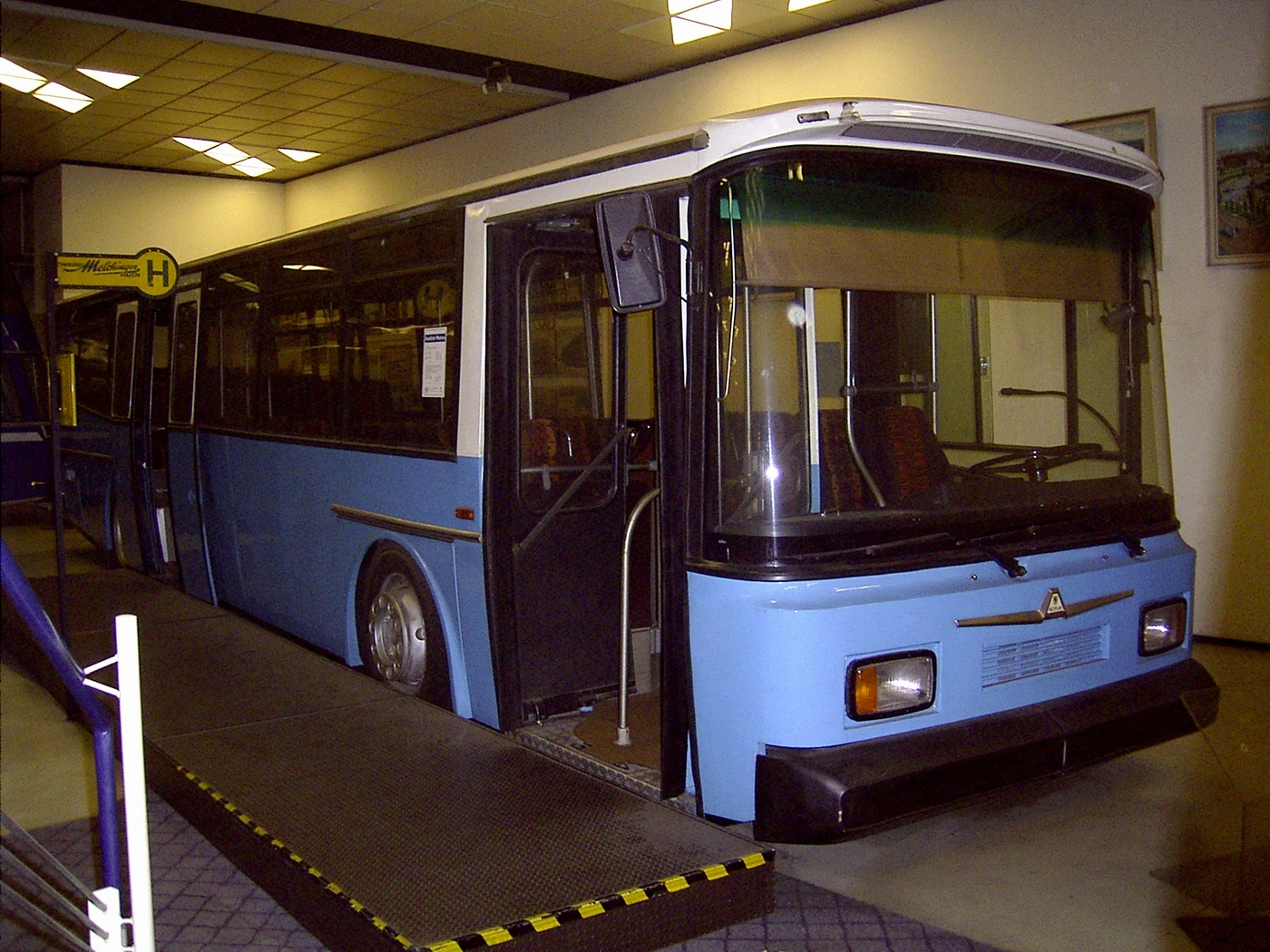
Neoplan N 814 – Erster LE-Bus von 1976
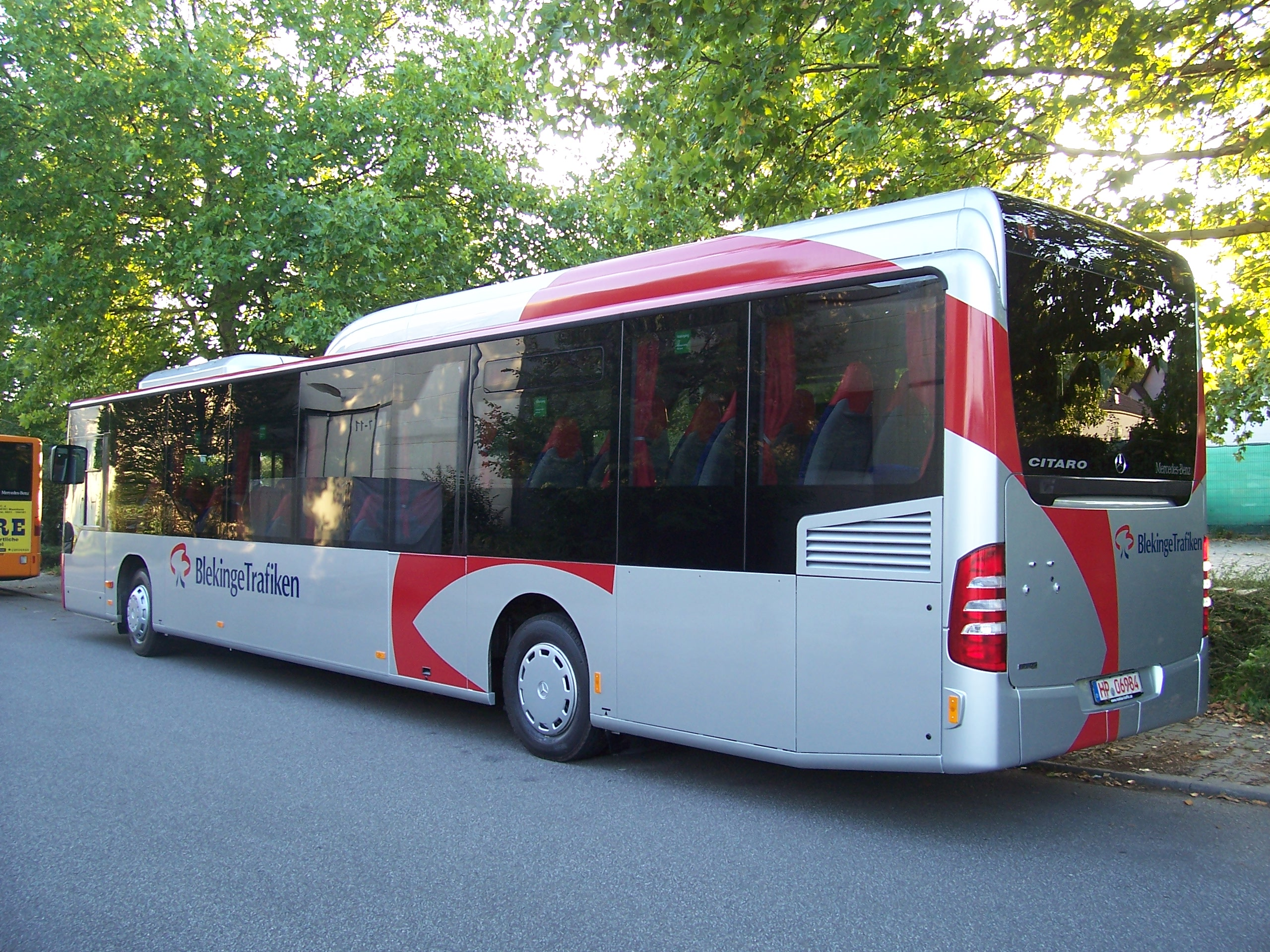
MB Citaro LE MÜ mit erhöhtem Heck
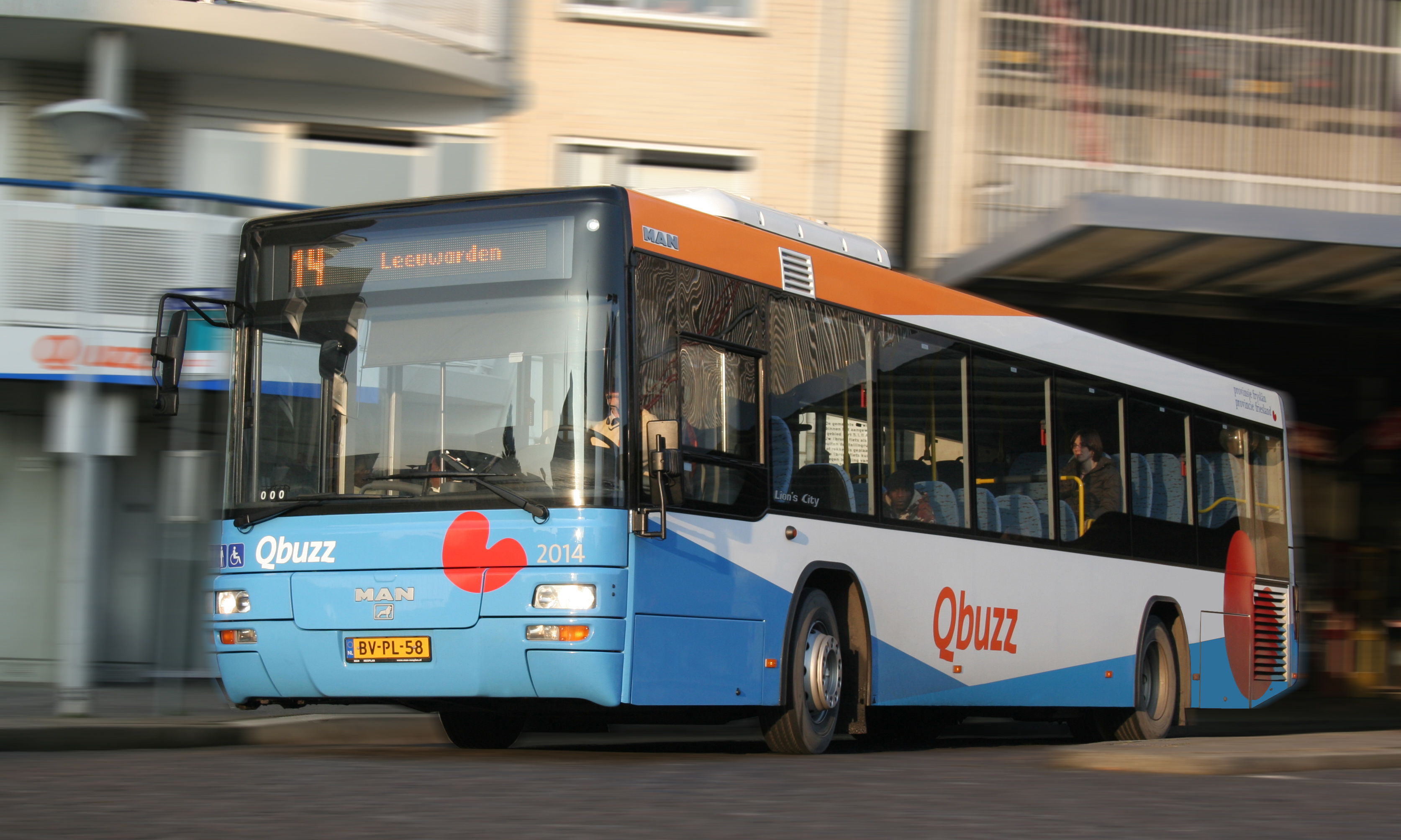
MAN Lion’s City T
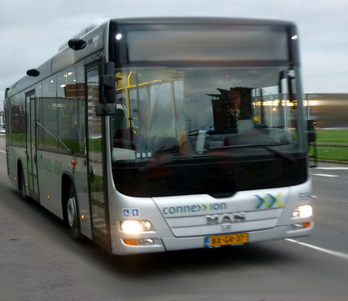
MAN Lion’s City LE (nach Facelift)
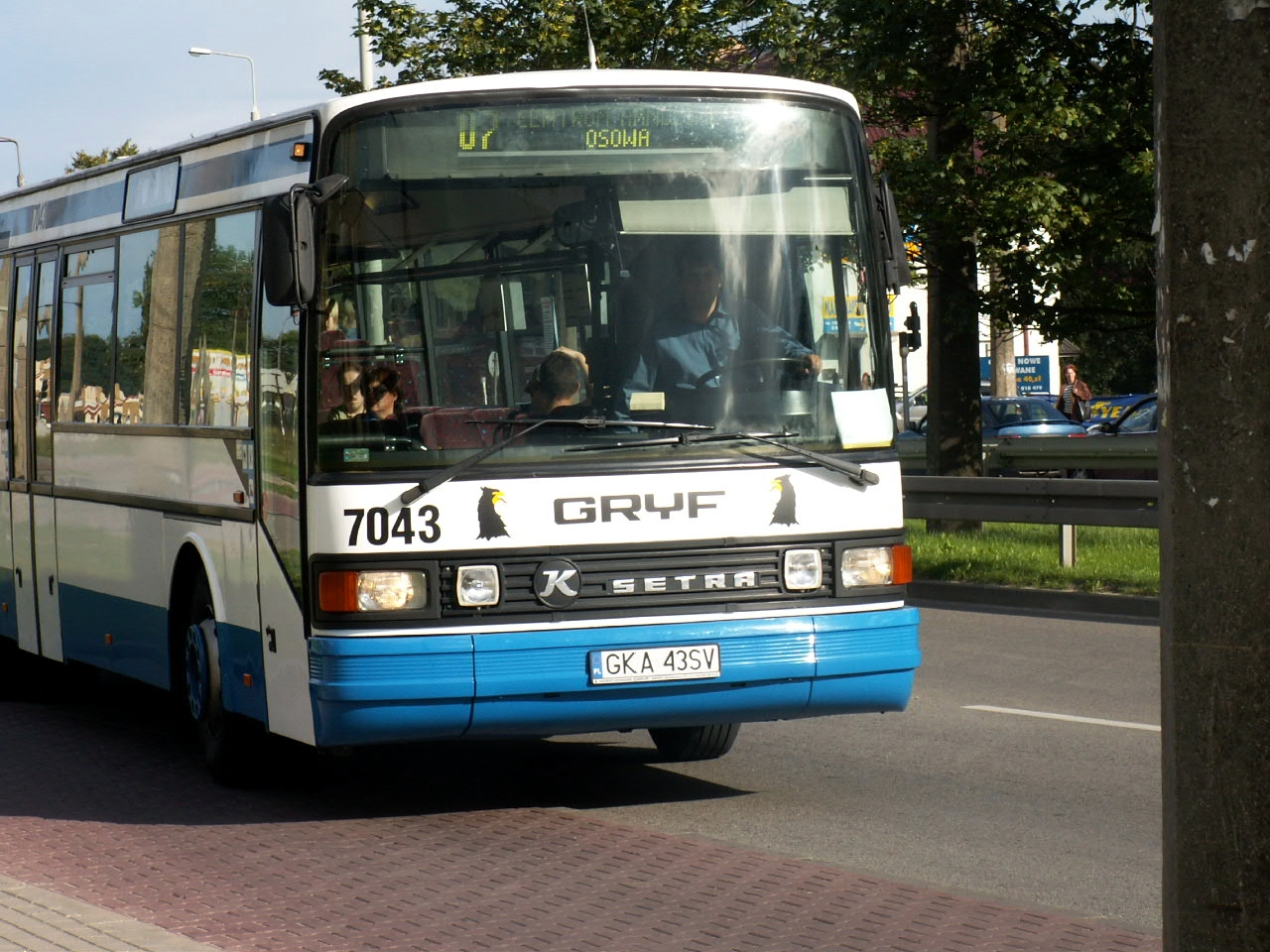
Setra S 215 NR
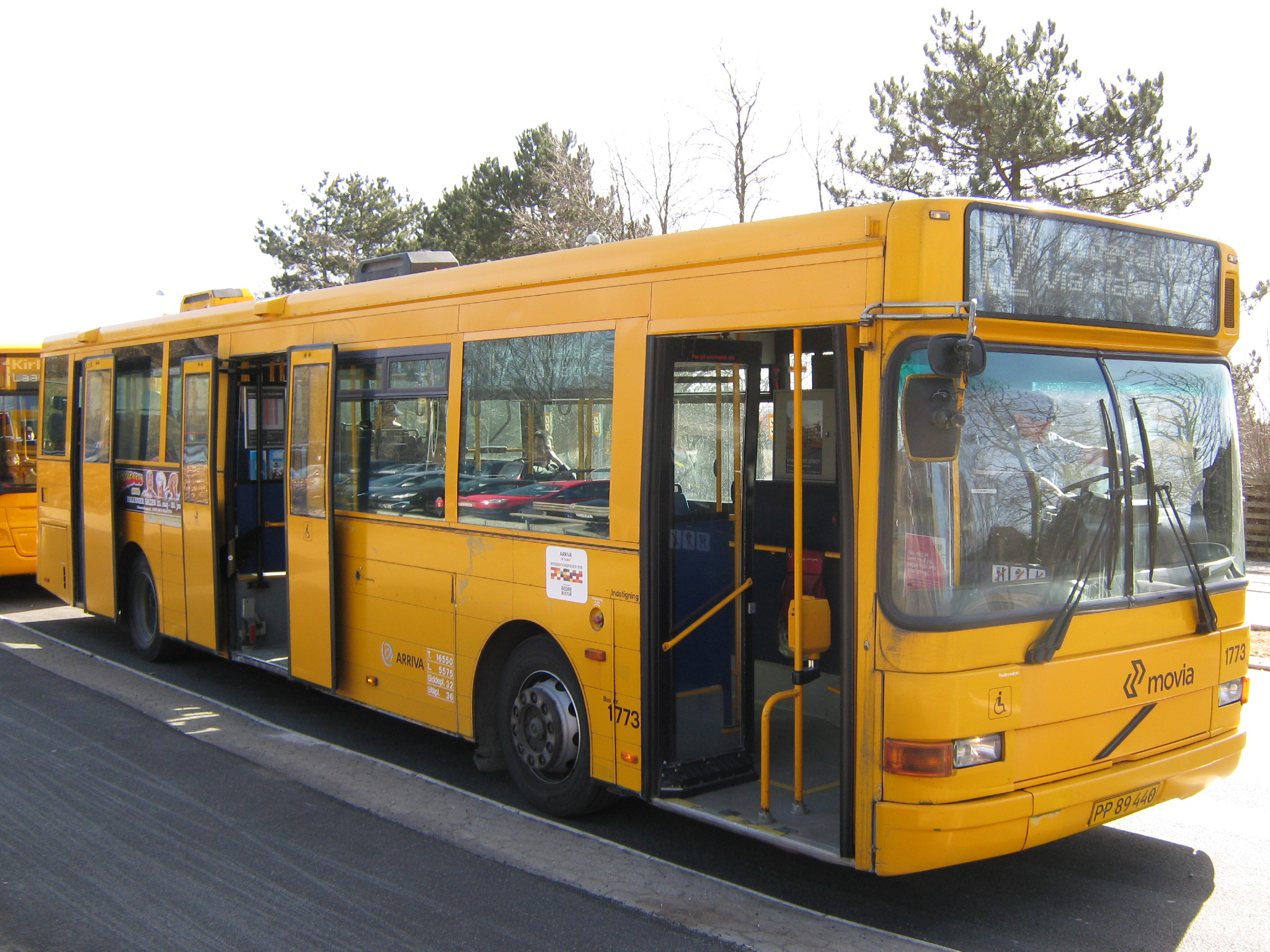
Volvo B10 BLE mit Säffle-Aufbau
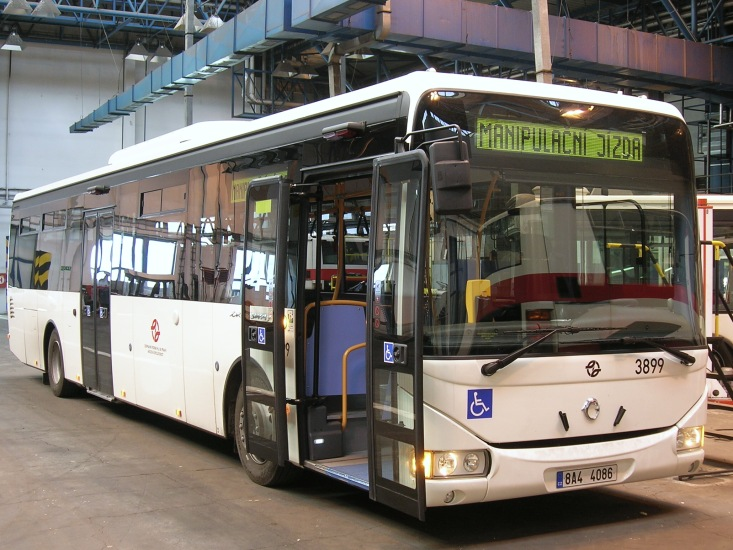
Irisbus Crossway LE
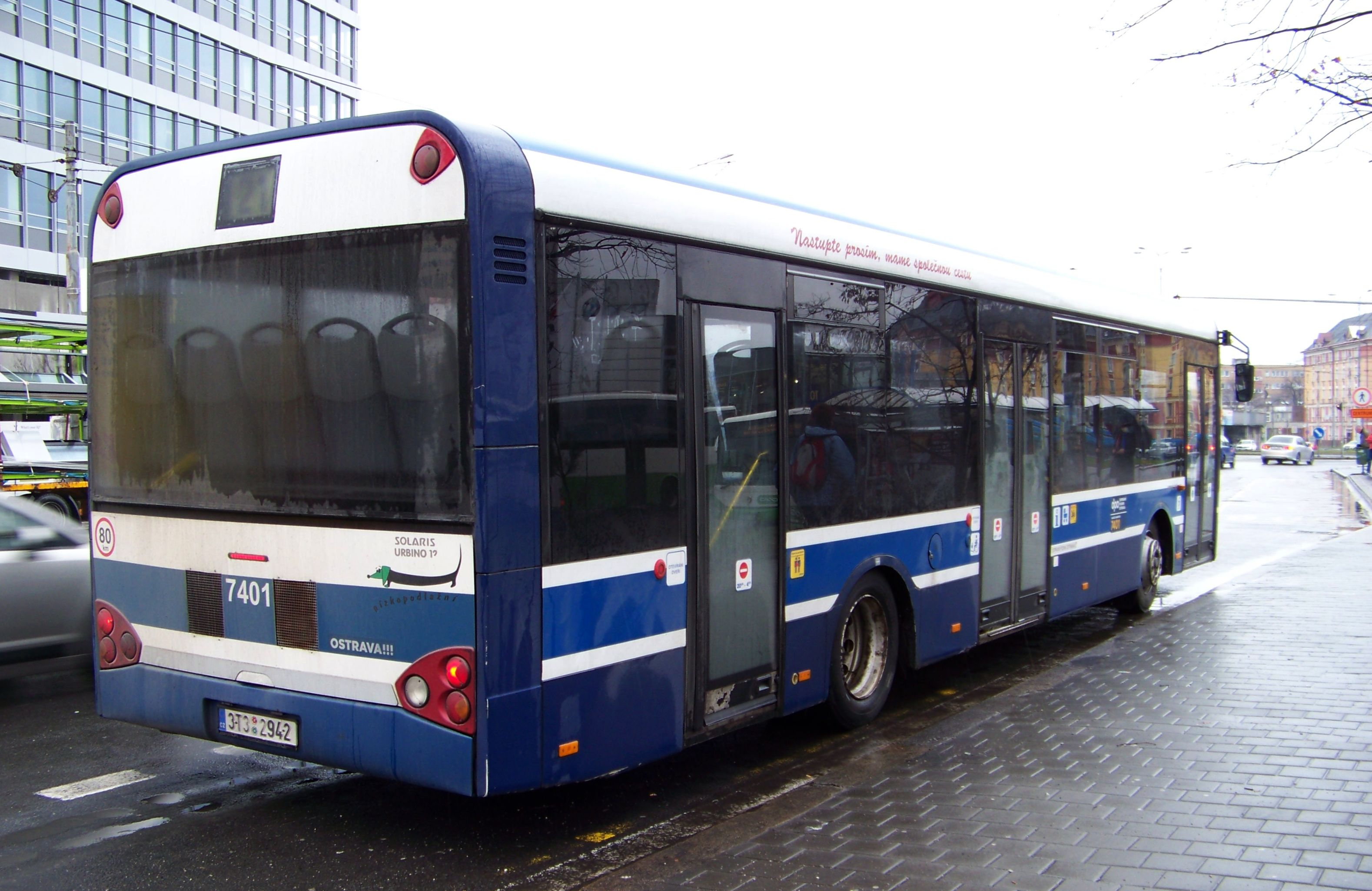
Solaris Urbino LE in der Heckansicht
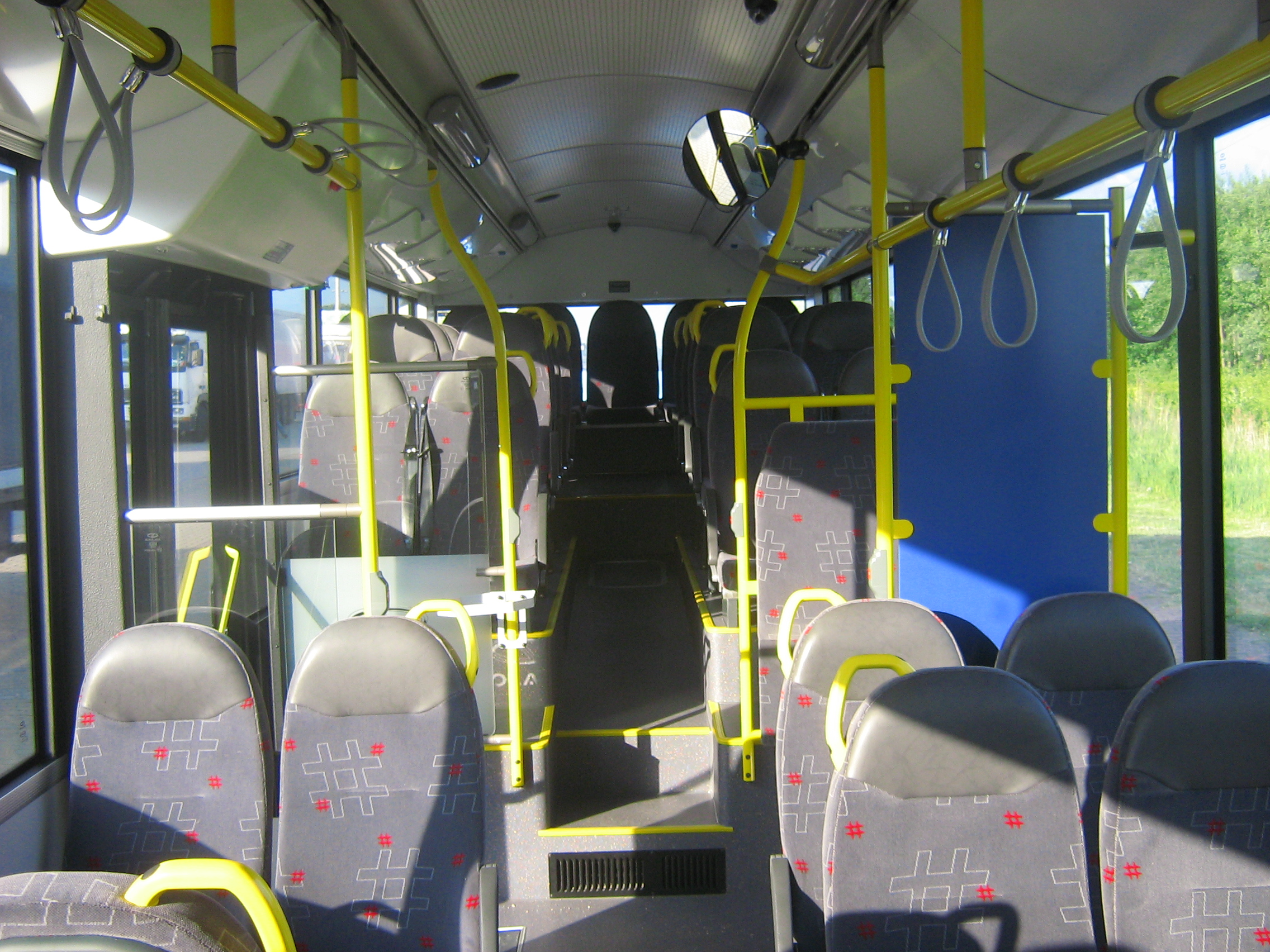
Innenraum des Solaris LE, deutlich ist der geringe Abstand der letzten Sitzreihe zum Zielschildkasten
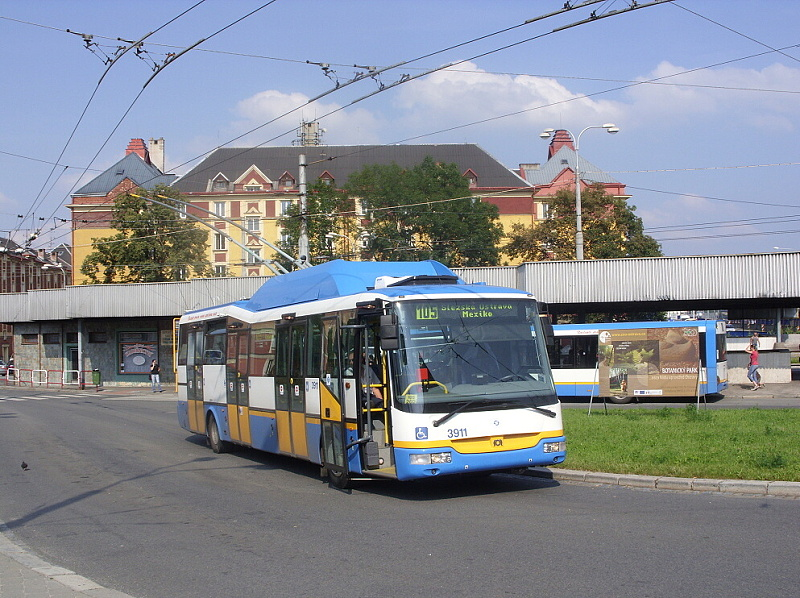
Tschechischer Oberleitungsbus des Typs SOR TN 12 in LE-Ausführung